# 侯曉彤
侯曉彤（英語：Hau Hiu Tung，1991年—），網名迷子，香港河上鄉新界原居民、本土派人士、女性政治人物，北區連線及北區動源成員。曾參與2019年香港區議會選舉。父親侯太樂為建造業紮鐵總工會主席。

## 從政

### 參與2019年香港區議會選舉
侯曉彤的家人及其所持有的土地曾捲入侯志強非法傾倒泥頭事件，她批評鄉黑勾結文化，期望通過選舉將民主的聲音帶進議會，改善鄉村區域現存的問題。
而侯曉彤在是次選舉中，亦聯同另外8位受反對逃犯條例修訂草案運動啟發而決定與北區區議會其他選區的候選人所組成北區連線，動員參選2019年香港區議會選舉，以打破北區區議會長期由建制派以及鄉事派壟斷的局面，而在該次選舉中，10名成員共勝出7席，侯曉彤則以782票之差落敗，北區連線成為了2020-2023年度北區區議會內的最大的議政團體。

### 歷屆選舉結果
| 政党   | 政党              | 候选人    | 票数  | %     | ±      |
| ------ | ----------------- | --------- | ----- | ----- | ------ |
|        | 獨立              | ①. 侯福達 | 3,371 | 56.56 | ▲ 2.31 |
|        | 北區連線/北區動源 | ②. 侯曉彤 | 2,589 | 43.44 | 不適用 |
| 多数票 | 多数票            | 多数票    | 782   | 13.12 | ▲ 4.61 |

## 個人生活
侯曉彤為cosplay愛好者，以迷子之名活躍於香港cosplay界。

## 外部連結
- 侯曉彤 Hau HiuTung的Facebook專頁